# Thierry Bourguignon
Thierry Bourguignon (* La Mure, 19 de dezembro de 1962) é um exciclista francês que foi profissional de 1990 a 2000.

## Palmarés
1990
- 1 etapa do Tour de Vaucluse

1993
- Tour de Vaucluse

1995
- 1 etapa do Grande Prêmio de Midi Livre

## Resultados nas Grandes Voltas e Campeonatos do Mundo
| Carreira           | 1990 | 1991 | 1992 | 1993 | 1994 | 1995 | 1996 | 1997 | 1998 | 1999 | 2000 |
| ------------------ | ---- | ---- | ---- | ---- | ---- | ---- | ---- | ---- | ---- | ---- | ---- |
| Giro d'Italia      | -    | -    | -    | 25º  | Ab.  | -    | -    | -    | -    | -    | -    |
| Tour de France     | -    | 25º  | 29º  | 36º  | -    | -    | 62º  | 28º  | 26º  | 48º  | -    |
| Volta a Espanha    | 37º  | -    | -    | -    | -    | -    | -    | -    | -    | -    | -    |
| Mundial em Estrada | -    | -    | -    | -    | -    | -    | -    | -    | -    | -    | -    |

-: não participa

Ab.: abandono